# Canada Open 2000
Il Canada Open 2000 (conosciuto anche come du Maurier Open per motivi di sponsorizzazione) è stato un torneo di tennis giocato sul cemento.
È stata la 110ª edizione del Canada Open, che fa parte della categoria ATP Masters Series nell'ambito dell'ATP Tour 2000, e della categoria Tier I nell'ambito del WTA Tour 2000.
Il torneo maschile si è giocato al National Tennis Centre di Toronto in Canada, dal 31 luglio al 6 agosto 2000, quello femminile al du Maurier Stadium di Montréal in Canada, dal 14 al 20 agosto 2000.

## Campioni

### Singolare maschile
Marat Safin ha battuto in finale  Harel Levy con il punteggio di 6–2, 6–3.

### Singolare femminile
Martina Hingis ha battuto in finale  Serena Williams con il punteggio di 0–6, 6–3, 3–0 ritiro.

### Doppio maschile
Sébastien Lareau /  Daniel Nestor hanno battuto in finale  Joshua Eagle /  Andrew Florent con il punteggio di 6–3, 7–6(3).

### Doppio femminile
Martina Hingis /  Nathalie Tauziat hanno battuto in finale  Julie Halard-Decugis /  Ai Sugiyama con il punteggio di 6–3, 3–6, 6–4.